# Longitarsus kleiniiperda
Longitarsus kleiniiperda es un coleóptero de la familia Chrysomelidae. Fue descrita científicamente en 1860 por Wollaston.